# 마틴 테일러 (기타리스트)

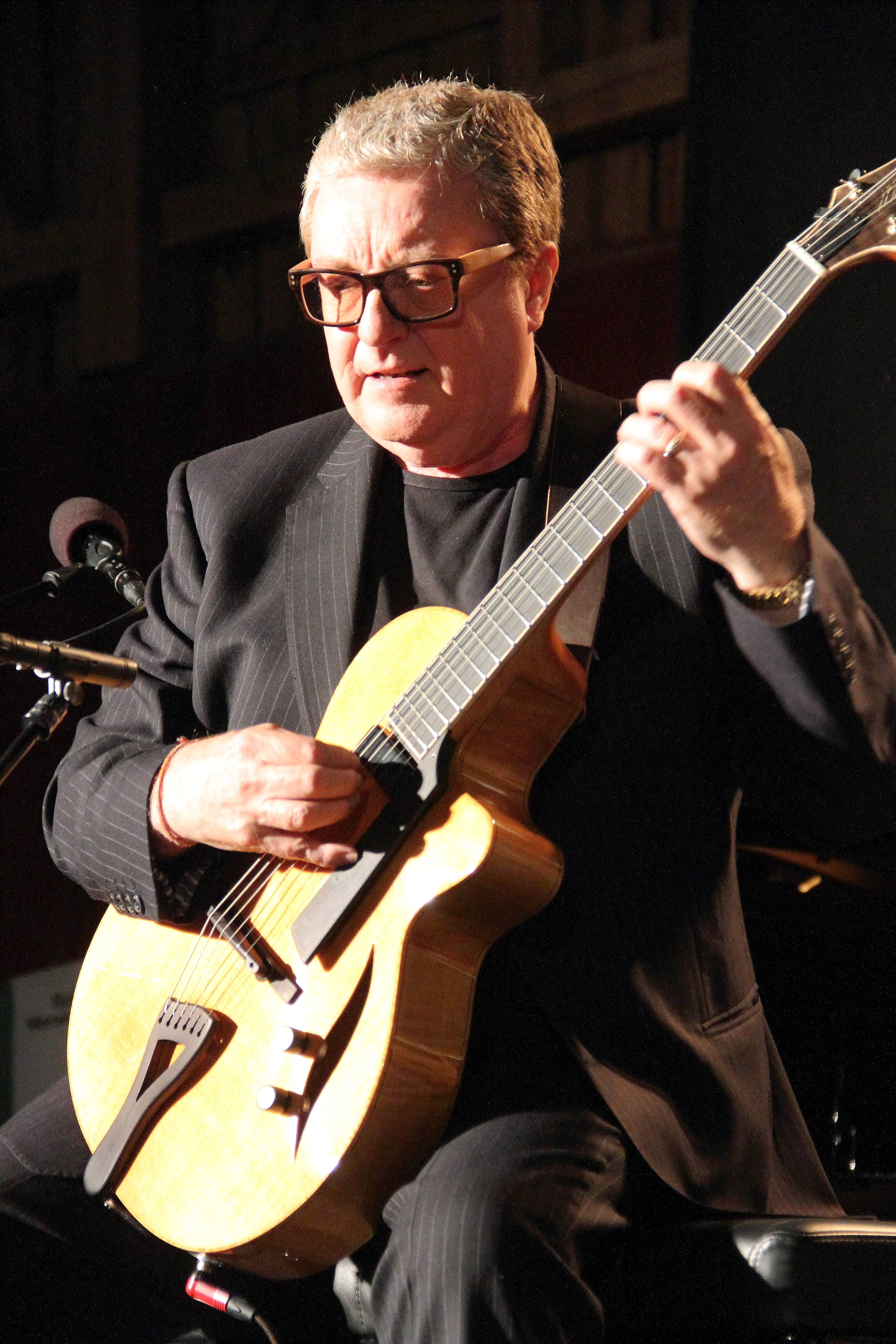

마틴 테일러(영어: Martin Taylor, MBE, 1956년 10월 20일 ~ )은 영국의 기타리스트이다. 대표곡으로 《True》 등이 있고, 핑거스타일 연주가 특기로 꼽힌다.
빌 와이먼이 주도해 결성한 빌 와이먼스 리듬 킹스(Bill Wyman's Rhythm Kings) 구성원으로 활동하고 있다.

## 서훈
- 2002년 대영 제국 훈장 5등급(MBE) 수훈[1]